# Hemitrullus nigroapex
Hemitrullus nigroapex är en insektsart som beskrevs av Andrej Vasiljevitj Gorochov 2001. Hemitrullus nigroapex ingår i släktet Hemitrullus och familjen syrsor. Inga underarter finns listade i Catalogue of Life.